# Plecia conica
Plecia haennii
Espèce
Synonymes
- †Plecia haennii Gentilini (d) 1993

Plecia conica est une espèce fossile de mouche ou diptère de la famille des Bibionidae ou « mouches de Saint-Marc » (ou mouches noires), et du genre Plecia.

## Classification
L'espèce Plecia conica est publiée en 1937 par le paléontologue français Nicolas Théobald (1903-1981) dans sa thèse,. 

### Fossiles
L'holotype R657 de l'ère Cénozoïque, et de l'époque Oligocène (33,9 à 28,1 Ma.) fait partie de la collection Mieg du musée de Bâle et vient de Kleinkembs dans le pays de Bade en Allemagne. 

### Répartition
Selon Paleobiology Database en 2023, il a quatre collections référencées dont trois en France et une en Allemagne. Deux collections de France viennent de Saint-Maime et Dauphin dans la réserve géologique du Luberon, près de Apt et seraient au Muséum national d'histoire naturelle de Paris.

### Synonyme
L'espèce Plecia haennii décrite par l'entomologiste italien Gentilini (d) en 1993 vient de Provence (provenance exacte inconnue) et de sa collection personnelle, et est déclarée synonyme en 2017 par John Skartveit et André Nel et 2021 par John Skartveit et Sonja Wedmann. L'holotype est un mâle échantillon n°4.

### Confirmation du genrePlecia
Cette espèce est confirmée dans le genre Plecia en 2017 par John Skartveit et André Nel et en 2021 par John Skartveit et Sonja Wedmann. 

### Étymologie
L'épithète spécifique conica signifie en latin « conique ». Voir aussi #Affinités
L'épithète spécifique haennii est un hommage au Dr Haenni du musée d'Histoire naturelle de Neuchâtel.

## Description

### Caractères
Diagnose de Nicolas Théobald en 1937, :

« Teinte noire sur tête et thorax, brune sur l'abdomen, aile claire, n'atteint pas l'extrémité de l'abdomen. Tête arrondie relativement grosse, deux gros yeux non contigus, deux antennes courtes, neuf articles visibles. Thorax de forme ovale, légèrement renflé en bouclier sur le dos, dépression en « U » faiblement indiquée ; scutellum court ; méta-thorax étroit. Abdomen finement pubescent s'amincit progressivement vers l'arrière, huit segments. Pattes manquent. Ailes à nervation de Plecia ; M bifurquée, la branche antérieure fortement courbée, la branche postérieure à peine sinuée. ».

### Dimensions
La longueur du corps est de 7 mm ; la tête a une longueur de 1 mm et une largeur de 1 mm ; la longueur du thorax 2 mm ; la longueur de l'abdomen 4 mm pour une largeur de 1,5 mm ; l'aile a une longueur de 4 mm.

### Affinités
« P. conica se distingue des autres espèces de Plecia, par la forme de l'abdomen qui s'amincit régulièrement d'avant en arrière. ».

 Voir aussi #Étymologie

## Galerie
- Espèces vivantes du genre Plecia.
- Plecia heteroptera.
- Plecia imperialis.
- Plecia nearctica.
- Plecia nearctica.
- Plecia ruficollis.
- Plecia ruficollis.

### Publication originale
- [1937] Nicolas Théobald, « Les insectes fossiles des terrains oligocènes de France 473 p., 17 fig., 7 cartes,13 tables, 29 planches hors texte », Bulletin Mensuel de la Société des Sciences de Nancy et Mémoires de la Société des sciences de Nancy, Imprimerie G. Thomas,‎ 1937, p. 1-473 (ISSN 1155-1119 et 2263-6439, OCLC 786027547). .